# Усть-Соплеск

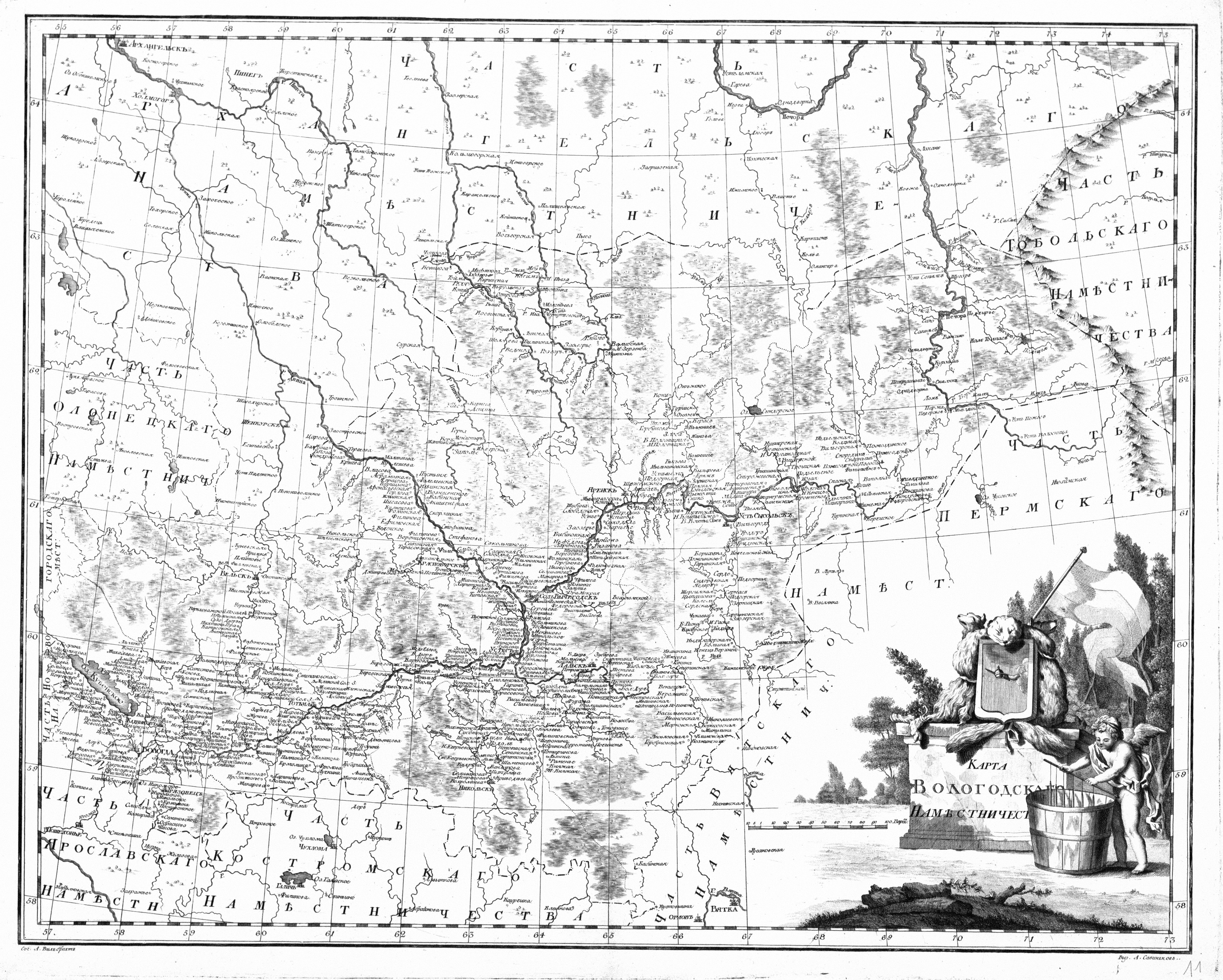
Усть-Соплеск («Усть Соплясъ») на карте Вологодского наместничества. Российский атлас 1792 года

Усть-Соплеск (коми Сопльӧс) — посёлок сельского типа в Вуктыльском муниципальном округе на востоке Республики Коми. Располагается на левом берегу Печоры близ устья реки Большой Соплеск, в 84 км севернее города Вуктыла. Население на 2010 год — 151 человек.

## История
Населённый пункт возник после 1747 года. Упомянут в «Экономических примечаниях к генеральному межеванию» 1784 года: деревня на Усть Соплеса, 1 двор, 4 жителя (2 мужчин и 2 женщины). На карте Вологодского наместничества из Российского атласа 1792 года обозначена как Усть Сопляс.
В 1843 году промышленник В. Н. Латкин отметил в своём дневнике, что деревня Усть-Сопляс состоит из четырёх дворов, разбросанных на обрывах крутого берега Печоры. В 1859 году в деревне Усть-Соплеса (Гора-Устье) имелось 6 дворов, 37 жителей (17 мужчин и 20 женщин).
На карте 1918 года обозначена как Усть-соплясская. До середины 1918 года деревня находилась в ведении Вологодской губернии — в составе Щугорской волости Усть-Сысольского уезда. В середине 1918 года Усть-Сысольский уезд был передан в состав новообразованной Северо-Двинской губернии, а в ноябре 1918 года Щугорская волость была передана из Усть-Сысольского уезда в состав Чердынского уезда Пермской губернии. Летом 1920 года в Чердынском уезде был создан Троицко-Печорский район, в который вошла Усть-Щугорская волость. В 1920 году в деревне Усть-Сопляске насчитывалось 6 дворов, 26 жителей.
В связи с созданием в 1921 году Автономной области Коми (Зырян) в мае 1922 года Щугорская волость была передана в состав Усть-Куломского уезда. В 1926 году в Усть-Сопляске имелось 7 дворов, 29 жителей (16 мужчин, 13 женщин). В 1929 году проведено реформирование системы административного деления, Коми область разделена на районы, включавшие 135 сельсоветов. 5 апреля 1929 года Щугорская волость была преобразована в Щугорский сельсовет Усть-Куломского района. С 1 октября 1929 года АО Коми (Зырян) вошла в состав новообразованного Северного края. 
В 1931 году Щугорский сельсовет был реорганизован и образованы Усть-Войский и Подчерский сельсоветы. Усть-Сопляска вошла в состав Усть-Войского сельсовета. В 1931 году из состава Усть-Куломского района был выделен Троицко-Печорский район. Усть-Войский сельсовет был передан в подчинение этому району и в его составе находился до 1936 года.
В 1936 году в составе АО Коми (Зырян) был образован Печорский округ для объединения усилий по быстрейшему развитию районов Крайнего Севера автономной области Коми и по созданию топливно-энергетической базы на Европейском Севере. Усть-Войский сельсовет был передан из Троицко-Печорского района в состав Усть-Усинского района Печорского округа. 
5 декабря 1936 года в соответствии с новой Конституцией СССР автономная область Коми была преобразована в Коми автономную советскую социалистическую республику (Коми АССР), которая вышла из состава Северного края и перешла в непосредственное подчинение РСФСР. 
11 марта 1941 года Указом Президиума Верховного Совета РСФСР «Об образовании Кожвинского района в составе Печорского округа Коми АССР» Усть-Войский сельсовет вошёл в состав Кожвинского района Коми АССР. В октябре 1941 года Печорский округ был ликвидирован.
С 25 апреля 1959 года Указом Президиума Верховного Совета РСФСР «О переименовании Кожвинского района и упразднении Усть-Усинского района Коми АССР» Усть-Войский сельсовет вошёл в состав Печорского района. В 1970 году в Усть-Соплеске жил 541 человек.
С 21 февраля 1975 года Усть-Войский сельсовет вошёл в состав Вуктыльского района. С 25 октября 1977 года Усть-Соплеск стал посёлком, центром Усть-Войского сельсовета. В 1979 году в посёлке насчитывалось 594 жителя, в 1989 году — 506 жителей (261 мужчина, 245 женщин).
24 мая 1991 года Коми АССР была преобразована в Коми ССР — республику в составе РСФСР; 12 января 1993 года Коми ССР преобразована в Республику Коми. В 1995 году в Усть-Соплеске жили 375 человек.
По данным переписи 2002 года, численность населения Усть-Соплеска составляла 247 человек, по данным переписи 2010 года — 151 человек.
До декабря 2015 года посёлок Усть-Соплеск находился в составе сельского поселения Усть-Соплеск. В декабре 2015 года статус Вуктыльского района был изменён на городской округ, все существовавшие в составе района сельские поселения были упразднены и Усть-Соплеск вошёл в состав городского округа Вуктыл. С 1 июня 2023 года муниципальное образование городской округ «Вуктыл» в Республике Коми наделён статусом муниципального округа.

## Разработка точильного камня
Рядом с Усть-Соплеском находится одна из двух Брусяных гор, где с давних времён велась разработка точильного камня.
В 1638 году царь Михаил Фёдорович Романов своим указом (грамотой) закрепил Соплесскую точильную гору за крестьянами Щугорской, Савиноборской, Троицко-Печорской и Усть-Немской волостей. Указ гласил: «за малоимением пашенной земли, сенных покосов, а паче за недородом хлеба» предоставлены права на лов зверей и рыбы по рекам Вычегде, Мылве, Иктыле, за волоком до Печоры и по ней вниз, и в неё впадающим рекам, и озёрам с прочими местами, сенными покосами, рыбными ловлями и брусяным камнем по реке Соплессе. В 1698 году эти права были подтверждены грамотой царей Иоанна и Петра Алексеевичей. Точила и брусья отправляли по реке Соплессе на пристани реки Печоры.

## Климат
В городском округе Вуктыл климат умеренно-континентальный, с довольно суровой зимой, коротким прохладным летом. Климат формируется в условиях малого количества солнечной радиации зимой, под воздействием северных морей и интенсивного западного переноса воздуха. Средняя температура января — минус 19,7 ºС, июля — плюс 15,2 ºС. Средняя годовая температура воздуха за многолетний период составляет минус 2,6 ºС. Средняя продолжительность безморозного периода составляет 67 дней. Летом в ясные и особенно безветренные дни температура почвы обычно бывает значительно выше температуры воздуха: даже в районах вечной мерзлоты температура на поверхности почвы может доходить до плюс 40 ºС. Самым теплым месяцем года является июль (средняя месячная температура +16°С), самым холодным месяцем — январь (-19,5°С). Среднегодовая температура воздуха равна −2,7°С. Число дней со средней суточной температурой воздуха выше нуля градусов составляет 164.

## Население
| 2010 |
| ---- |
| 151  |

Национальный состав: русские 49 %, коми 34 % (2002).